# Užovka červená
Užovka červená (Pantherophis guttatus), zvaná též guttáta či gutka, je nejedovatý had divoce žijící v jižních oblastech Severní Ameriky až po severní Mexiko. Obývá sušší lesy, pole i odlesněné oblasti.

## Popis
Jedná se o nejrozšířenějšího a pro svou nenáročnost nejoblíbenějšího domácího hada. Jak již název napovídá, její zbarvení je do červena, ale existují i jiné formy zbarvení. Zespodu je bílá s černou "šachovnicí". Užovka červená dorůstá 140 cm – 200 cm. Ve volné přírodě se užovky živí drobnými hlodavci. Dožívají se 15-18 let.

## Chov
Pro její klidnou povahu a jednoduchost chovu je vhodná pro začátečníky. V zajetí je to nejčastěji chovaný druh hada.

### Potrava
V zajetí stačí užovku krmit 2–3 myšmi měsíčně, mladé hady myšími holátky 4krát měsíčně. Pro zpestření jídelníčku tohoto hada je možno použít třeba jednodenní kuře. Zhruba tři dny po krmení užovka potravu tráví a v této době je potřeba nechat ji v klidu.

### Terárium
Pro jednoho jedince postačuje terárium o velikosti 120×60×50 cm. Dno terária by mělo být pokryto směsí písku a rašeliny v poměru 1:1, případně hoblinami či štěpkami ze dřeva a to nejlépe bukovými. Terárium je potřeba vybavit kamenem, dřevem apod. (aby se měla užovka kam schovat a kde vyhřívat), miskou na vodu (velkou tak, aby se v ní celá mohla i stočit) a topení (žárovka, topný kabel, je vhodná i topná fólie). Teplotu v teráriu udržujeme kolem 24-25 st., v noci necháme poklesnout na pokojovou teplotu. Vzhledem k tomu, že užovky rády lezou a prozkoumávají, je příhodné do terária umístit i nějaké větve, listí, špalky apod. nejlépe z ovocného stromu.

### Svlékání
Užovka červená se svléká zhruba jednou za měsíc a proces svlékání trvá přibližně týden. Během tohoto týdne užovka nepatrně ztratí barvu a jakoby zešedne, oči se jí zakalí. Užovka je zalezlá, protože hůř vidí a zhruba po týdnu opět dostane svou barvu a po třech dnech svleče starou kůži. Před svléknutím je nutno v teráriu udržovat ještě větší vlhkost. Pokud je svlečená kůže vcelku, znamená to, že užovka je zdravá a má vhodné podmínky k chovu. Pokud kůže celá není, může to znamenat nemoc, ale i třeba jen malou vlhkost v teráriu.

### Aktivita
Užovka červená je noční had. Přes den spí a v noci je aktivní. Proto ze špatně utěsněného terária uteče nejčastěji v noci, když je klid a všichni spí.

### Mláďata a rozmnožení
U těchto hadů je možné se časem pokusit i o úspěšné rozmnožení. K množení by samice měla měřit minimálně 100 cm, ale protože se dá všeobecně had těžko měřit uvádí se pohlavní dospělost u guttát cca v 2,5 – 3 letech života. Vzhledem k tomu, že i v jejich domovině dochází k střídání teplot, je vhodnější k úspěšnějšímu páření nechat samici tzv. zazimovat. Jde o období, kdy na 1 – 3 měsíce snížíme hadům teplotu a tím se mu téměř zastaví metabolismus a po odzimování je jedinec více nastimulován k páření.
Gravidita u guttát trvá cca 60 dní. Po této době snese užovka vejce. Při správné inkubaci, která by měla být při teplotě 28 °C a dostatečné vlhkosti se po dalších 60 – 80 dnech vylíhnou mláďata, která jsou již soběstačná. Po prvním svleku můžeme začít krmit jednodenními holaty. Většinou s přijímáním potravy není problém. Pokud bude potravu několikrát odmítat, musíme sami ručně hádka rozkrmit.

### Způsob lovu a kousnutí
Myši loví tak, že je udusí a potom je pozře. Užovky nejsou jedovaté, při kousnutí se člověku téměř nic nestane. Téměř vůbec to nebolí, spíše se každý lekne. Pokud hovoříme o nejedovatých hadech, pak se vždy jedná o kousnutí, nikoliv uštknutí, jak bývá často mylně interpretováno. Uštknout může pouze jedovatý had.